# アウグスト・ヴィルヘルム・バッハ
アウグスト・ヴィルヘルム・バッハ（August Wilhelm Bach 1796年10月4日 - 1869年4月15日）は、ドイツの作曲家、オルガニスト。有名なバッハ一族とは無関係である。
彼は父のゴットフリート（Gottfried）から教えを受け、またカール・フリードリヒ・ツェルターとルートヴィヒ・ベルガーにも師事した。1832年、彼はツェルターの後を継いでベルリンの王立教会音楽大学の指導者になった。また、芸術アカデミーでも教鞭を執っている。彼の作品の多くは宗教音楽と鍵盤楽器のためのものである。テオドール・エステンやカール・シュタイン（Carl Stein、1824-1902）をはじめ、彼に師事した音楽家も多い。
彼はパイプオルガンの教本と讃美歌集を著している。